# Liste der Einträge im National Register of Historic Places im Lewis County (Missouri)

Lage des Lewis County in Missouri

Die Liste der Einträge im National Register of Historic Places im Lewis County in Missouri führt die Bauwerke und historischen Stätten im Lewis County auf, die in das National Register of Historic Places aufgenommen wurden.

## Legende
| NRHP | Historic Place    |
| HD   | Historic District |

## Aktuelle Einträge
| [ 3 ] | Name                                           | Bild                                  | Eintragsdatum        | Lage                                                                     | Ort        | Beschreibung                                                           |
| ----- | ---------------------------------------------- | ------------------------------------- | -------------------- | ------------------------------------------------------------------------ | ---------- | ---------------------------------------------------------------------- |
| 1     | First Presbyterian Church                      | First Presbyterian Church             | 2012 ID-Nr. 12000562 | 401 Jefferson Street 40° 2′ 38,1″ N, 91° 30′ 12,3″ W                     | La Grange  | Teil der MPS Rural Church Architecture of Missouri, c. 1819 to c. 1945 |
| 2     | William Gray House                             | William Gray House                    | 1999 ID-Nr. 99000666 | 407 Washington Street 40° 2′ 34″ N, 91° 30′ 7″ W                         | La Grange  |                                                                        |
| 3     | Dr. J.A. Hay House                             | Dr. J.A. Hay House                    | 1999 ID-Nr. 99000664 | 406 West Monroe Street 40° 2′ 43″ N, 91° 30′ 6″ W                        | La Grange  |                                                                        |
| 4     | Henderson Hall                                 | Henderson Hall                        | 1978 ID-Nr. 78001666 | College Hill 40° 7′ 50″ N, 91° 31′ 49″ W                                 | Canton     |                                                                        |
| 5     | Joseph Hipkins House                           |                                       | 2008 ID-Nr. 08000376 | 500 South 3rd Street 40° 2′ 19,4″ N, 91° 30′ 2,6″ W                      | La Grange  |                                                                        |
| 6     | Lewis County Courthouse                        | Lewis County Courthouse               | 2005 ID-Nr. 04001476 | 100 East Lafayette Street 40° 7′ 5″ N, 91° 42′ 51″ W                     | Monticello |                                                                        |
| 7     | Lincoln School                                 | Lincoln School                        | 1983 ID-Nr. 83001029 | MO B 40° 7′ 31″ N, 91° 31′ 1″ W                                          | Canton     |                                                                        |
| 8     | Lock and Dam No. 20 Historic District          | Lock and Dam No. 20 Historic District | 2004 ID-Nr. 04000180 | Rund 800 m nördlich der Henderson Street 40° 8′ 37,7″ N, 91° 30′ 42,4″ W | Canton     |                                                                        |
| 9     | John McKoon House                              | John McKoon House                     | 1999 ID-Nr. 99000665 | 500 West Monroe Street 40° 2′ 43″ N, 91° 30′ 7″ W                        | La Grange  |                                                                        |
| 10    | Quincy, Missouri, and Pacific Railroad Station |                                       | 1979 ID-Nr. 79001379 | Abseits der MO 16 40° 5′ 11″ N, 91° 48′ 26″ W                            | Lewistown  |                                                                        |
| 11    | Fred Rhoda House                               |                                       | 1999 ID-Nr. 99000662 | 200 South 2nd Street 40° 2′ 27″ N, 91° 29′ 57″ W                         | La Grange  |                                                                        |
| 12    | A.C. Waltman House                             | A.C. Waltman House                    | 1999 ID-Nr. 99000663 | 302 Lewis Street 40° 2′ 25″ N, 91° 30′ 2″ W                              | La Grange  |                                                                        |